# Nettuno
Nettuno er en italiensk by (og kommune) i regionen Lazio i Italien, med omkring 48.033(2023) indbyggere. 